# Episodi di Naruto: Shippuden (prima stagione)
La Saga del salvataggio del Kazekage (風影奪還?, Kazekage dakkan) costituisce la prima stagione della serie televisiva anime Naruto: Shippuden ed è composta dagli episodi che vanno dall'1 al 32. La regia è di Hayato Date ed è prodotta da TV Tokyo e Studio Pierrot. Gli episodi sono adattati dalla seconda parte del manga di Masashi Kishimoto Naruto e seguono i ninja di Konoha nel loro tentativo di salvataggio del Kazekage, rapito dall'Organizzazione Alba.
La prima stagione è stata trasmessa in Giappone dal 15 febbraio al 25 ottobre 2007 su TV Tokyo. In Italia è andata in onda su Italia 1 dall'11 novembre 2008 al 18 febbraio 2009 è stata ritrasmessa integralmente dal 16 dicembre 2014 al 1º gennaio 2015 su Italia 2.
La stagione adotta due sigle di apertura: Hero's Come Back!! degli Nobodyknows+ (episodi 1-30) e Distance dei Long Shot Party (episodi 31-32), e tre di chiusura: Nagareboshi: Shooting Star (流れ星 〜Shooting Star〜? lett. "Stella cadente") degli Home Made Kazoku (episodi 1-18), Michi: to you all (道 〜to you all〜? lett. "A voi tutti") di Alüto (episodi 19-30) e Kimi monogatari (キミモノガタリ?) dei Little by Little (episodi 31-32).

## DVD

### Giappone
Gli episodi della prima stagione di Naruto: Shippuden sono stati distribuiti in Giappone anche tramite DVD, quattro per disco, dal 1º agosto 2007 al 5 marzo 2008. Per questa saga è stato anche distribuito un DVD riassuntivo della saga intitolato The Brave Stories I "Kazekage wo Dakkan Seyo" ed è stato pubblicato il 25 marzo 2015.
| Volume | Volume | Episodi          | Data di pubblicazione | Extra |
| ------ | ------ | ---------------- | --------------------- | ----- |
|        | 1      | 1–4              | 1º agosto 2007        | —     |
| 2      | 5–8    | 5 settembre 2007 | —                     |       |
| 3      | 9–12   | 3 ottobre 2007   | —                     |       |
| 4      | 13–16  | 7 novembre 2007  | —                     |       |
| 5      | 17–20  | 5 dicembre 2007  | —                     |       |
| 6      | 21–24  | 1º gennaio 2008  | —                     |       |
| 7      | 25–28  | 6 febbraio 2008  | OAV n°5               |       |
| 8      | 29–32  | 5 marzo 2008     | —                     |       |

| Volume | Volume | Episodi | Data di pubblicazione | Extra                |
| ------ | ------ | ------- | --------------------- | -------------------- |
|        | 1      | 1–32    | 25 marzo 2015         | Booklet di 16 pagine |